# دولت مخفی (مجموعه تلویزیونی)
دولت مخفی نام مجموعه تلویزیونی به کارگردانی عبدالحسن برزیده (بخش اول) و راما قویدل (بخش دوم) است که در سال ۱۳۹۲ ساخته شده‌است. «دولت مخفی» داستان خود را در سه محور روایت می‌کند؛ محور اول مناطق جنگی، دوم شهرهایی که دور از جنگ است و مردم جنگ‌زده را پناه داده‌اند (شمال کشور) و محور سوم، دریکی از اردوگاه‌های عراقی که در بدترین شرایط اسرای ایرانی را در آنجا نگهداری می‌کند.

## خلاصه داستان
مجموعه تلویزیونی دولت مخفی روایتی داستانی دارد و فیلمنامه آن بر اساس خاطرات مستند برخی از آزاده‌ها نگاشته شده‌است. بعضی شخصیت‌های این مجموعه تلویزیونی حقیقی هستند و از آن‌ها می‌توان به  سید آزادگان سید علی اکبر ابوترابی اشاره کرد.پژمان بازغی (سعید) از بازیگرهای اصلی این مجموعه است، او که از جوانان جنوب کشور است با شروع جنگ، پدر خود را از دست می‌دهد. در واقع پدر او مفقود می‌شود و سعید برای نجات جان بقیه اعضای خانواده، آن‌ها را به شمال کشور می‌آورد. اما خودش در این منطقه نمی‌ماند و بین جبهه و شمال در رفت و آمد است تا این که در یکی از عملیات‌ها به اسارت درمی‌آید و بعد از اسارت اوست که ادامه داستان مجموعه تلویزیونی در اردوگاه‌های عراقی روایت می‌شود. لاله اسکندری نیز در این مجموعه تلویزیونی نقش شخصیتی به نام پروانه را بازی می‌کند. سعید به پروانه علاقه‌مند است، اما هر بار که این دو نفر تصمیم به ازدواج می‌گیرند، اتفاقی باعث می‌شود تا این ازدواج صورت نگیرد.

## بازیگران فصل ایران
- پژمان بازغی در نقش سعید حیدری
- لاله اسکندری در نقش پروانه
- کاوه خداشناس در نقش اصغر جعفری
- مریم سلطانی در نقش پرستو
- مهتاج نجومی در نقش مادر پروانه
- ابراهیم برزیده در نقش پرویز
- امیر آتشانی در نقش غفور
- مریم بوبانی در نقش صفورا
- محمدرضا رهبری در نقش رحیم
- محمدهادی قمیشی در نقش نائب
- سونیا اسپهرم در نقش فرشته

با حضور :
- شهروز ابراهیمی در نقش دکتر روانشناس

## بازیگران فصل عراق
- محمد حاتمی در نقش آقا سید
- مهدی صبایی در نقش جواد
- علی اوسیوند در نقش مرتضی
- روح الله کمانی در نقش یدالله
- سعید داخ در نقش بهروز
- مجتبی رجبی در نقش حاج رسول
- واراند پطروسیان در نقش ادموند
- فرهاد بشارتی در نقش اکبر
- بهروز قادری در نقش اسیر
- علی عبادت طلب در نقش رحمت
- مهران نائل در نقش دکتر اردشیر
- رزاق رادان در نقش سرهنگ عبدالعزیز
- رائد تمیمی در نقش سروان جمال
- سیاوش گرجستانی در نقش اسیر
- امیر حسین همتی در نقش اسیر
- علی دیلمی در نقش اسیر
- مهدی جعفری در نقش اسیر
- یاسر حمزه در نقش اسیر

با هنرمندی :
- محمد فیلی در نقش سرهنگ جودت
- علی بوریان در نقش سرگرد عماد یوسف
- محمد اعلایی در نقش سرگرد ایرانی

با معرفی:
- منصور نواصری در نقش ستوان یاسین
- کارولین امیدی در نقش مامور صلیب سرخ

با حضور افتخاری :
- سام درخشانی در نقش رزمنده زخمی